# تبعثر تومسون
تشتت تومسون  في الفيزياء (بالإنجليزية: Thomson scattering) تشتت مرن للفوتونات عند اصتدامها بجسيمات أولية مشحونة، مثل الإلكترونات الحرة أو شبه الحرة (أي ليست مرتبطة بذرات. اكتشف تلك الظاهرة العالم الفيزيائي جوزيف تومسون.
عندما تقع جسيمات أولية مشحونة تحت تأثير موجة كهرومغناطيسية فإنها يبدأ في الاهتزاز في نفس مستوي المجال الكهربي. ونظرا لأن هذا الهتزاز عبارة عن حركة معجلة فإن الجسيمات تشع في نفس الوقت طاقة في هيئة موجة كهرومغناطيسية لها نفس تردد الشعاع الساقط. وعندئذ يمكن القول أن الشعاع الساقط يتشتت على الجسيم.
ويتم تشتت تومسون بدون رد فعل، أي بدون انتقال لطاقة من الفوتون الساقط وبين الإلكترون. ويتم ذلك النوع من التشتت عندما تكون طاقة الشعاع الساقط صغيرة، أي أن تكون طول الموجة للموجة الكهرومغناطيسية أكبر كثيرا من نصف قطر الذرة (مثل الأشعة السينية الضعيفة الطاقة).
أما إذا قصرت طول موجة الشعاع الساقط، أي تكون طاقته عالية، فإن التشتت (أو التصادم) على الإلكترون يحدث حركة عكسية للإلكترون يجب أخذه في الحسبان، ويسمى ذلك النوع من التشتت تشتت كومبتون وهو يحدث لأشعة أكس وأشعة غاما عند تشتتها على الإلكترونات.

## معادلات التشتت

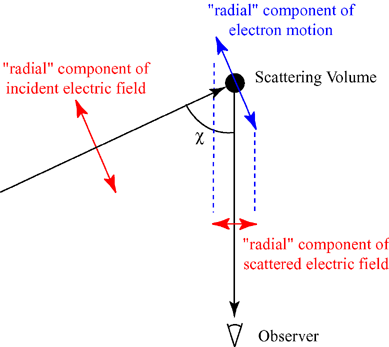

يمكن تقسيم المجال المغناطيسي للشعاع الساقط إلى متجهين، أحدهما في نفس مستوى الشعاع الساقط والرؤية (وهو مستوي الصفحة)، والآخر عمودي عليه. ونسمي تلك المتجهات التي تقع في مستوي الصفحة بالمتجهات «الشعاعية»، والعمودية عليها المتجهات «العرضية»، حيث يظهروا بهذا الشكل للمشاهد.
ويبين الشكل التشتت في مستوي الرؤية. ويبين المتجه الشعاعي للمجال الكهربي الساقط والذي يتسبب في حركة الجسيم المشحون الموجود في نقطة الاصتدام. ويمكن اثبات أن مطال الموجة المشاهدة يتناسب مع جيب تمام {\displaystyle \chi } ، حيث {\displaystyle \chi } هي الزاوية بين الشعاع الساقط والشعاع المشاهد.
وشدة الشعاع، والتي تحسب بمربع المطال، تقل متناسبة مع مربع جيب تمام الزاوية {\displaystyle \cos ^{2}(\chi )}. على مستوي الصفحة. كما يمكن إثبات أن المتجهات العرضية (العمودية على مستوي الصفحة) لن تتأثر بل تبقى ثابتة.
ويمكن وصف التشتت بمعامل إصدار، والذي تعرف بالمعامل {\displaystyle \epsilon } حيث {\displaystyle \epsilon \cdot dt\cdot dV\cdot d\Omega \cdot d\lambda } هي الطاقة المشتتة من وحدة الحجوم {\displaystyle dV} خلال الفترة الزمنية {\displaystyle dt} في الزاوية الصلبة {\displaystyle d\Omega }
بين طول الموجة {\displaystyle \lambda } و{\displaystyle \lambda +d\lambda }.
ومن وجهة رؤية المشاهد فيوجد معاملان للإصدار، أولهما {\displaystyle \epsilon _{r}} وهو يؤول إلى الضوء المستقطب «شعاعي» والآخر {\displaystyle \epsilon _{t}} يؤول إلى الضوء المستقطب «عرضيا». وفي حالة الضوء الساقط الغير مستقطب، فيعطى المعاملان بالمعادلتين:
{\displaystyle \epsilon _{t}={\frac {\pi \sigma }{2}}~I\,n}
و {\displaystyle \epsilon _{r}={\frac {\pi \sigma }{2}}~I\,n\,\cos ^{2}(\chi )}
حيث:
{\displaystyle n} كثافة الجسيمات المشحونة عند نقطة التشتت
{\displaystyle I} الفيض الساقط (ووحدته: طاقة/ثانية/ سنتيمتر مربع / طول الموجة)،
{\displaystyle \sigma } هي مقطع التصادم التفاضلي للجسيمات المشحونة (وتعريفها: مساحة/زاوية صلبة)
وتساوي:
{\displaystyle \sigma \equiv \left({\frac {q^{2}}{mc^{2}}}\right)^{2}=\left({\frac {q^{2}}{4\pi \epsilon _{0}mc^{2}}}\right)^{2}}
حيث أن جزء المعادلة الأول بوحدات نظام وحدات سنتيمتر غرام ثانية، أما الجزء الثاني من المعادلة فهو بوحدات النظام الدولي
SI :
{\displaystyle q} شحنة الجسيم،
{\displaystyle m} كتلة الجسيم،
{\displaystyle \epsilon _{0}} ثابت سماحية الفراغ
{\displaystyle c} سرعة الضوء في الفراغ.
ويلاحظ هنا أن ذلك هو مربع نصف القطر التقليدي لجسيم كتلته {\displaystyle m} وشحنته {\displaystyle q}.
وعلى سبيل المثال، في حالة الإلكترون يكون مقطع التصادم التفاضلي له:
{\displaystyle \sigma =\left({\frac {\alpha \lambda _{e}}{2\pi }}\right)^{2}=\left({\frac {\alpha \hbar }{m_{e}c}}\right)^{2}}
| {\displaystyle \sigma =\left({\frac {\alpha \hbar }{m_{e}c}}\right)^{2}} |
{\displaystyle \sigma =7.9407875\ldots \times 10^{-26}~{\textrm {cm}}^{2}}
حيث:
{\displaystyle \lambda _{e}} طول موجة كومبتون للإلكترون.
ويمكن تعيين الطاقة الكلية الصادرة عن طريق إجراء التكامل على مجموع معاملي الإصدار في جميع الاتجاهات، فنحصل على:
{\displaystyle \int _{0}^{2\pi }d\phi \int _{0}^{\pi }d\chi \left(\epsilon _{t}+\epsilon _{r}\right)\sin \chi =I\,\sigma _{T}\,n}
حيث:
{\displaystyle \sigma _{T}} مقطع التصادم الكلي.
- (معنى مقطع تصادم: إذا تخيلنا أننا سنقوم بقذف بعض حبوب القمح على كرة تنس. فيكون مقطع التصادم لكرة التنس هو مساحة مقطعها (ووحدتها: سنتيمتر مربع)، تلك المساحة تستخدم أيضا في فيزياء الجسيمات والفزياء النووية للتعبير عن مقطع تصادم (فيزياء) أو «مقطع نووي» عند تصادم «نواة الذرة» مع فيض أشعة أو جسيمات مثل الإلكترونات أو النيوترونات. مع ملاحظة أن مقطع التصادم الحقيقي للنواة يختلف كثيرا عن المقطع الهندسي لها).
- (معنى مقطع التصادم التفاضلي: عند تصادم جسيمات مع إحدة الذرات تنتشر الجسيمات المشتتة حول النواة في جميع الاتجاهات، وقد يكون انتشارها متساويا في جميع الاتجاهات، أو يكون انتشارها غير متساويا عند زوايا معينة، والمقطع التفاضلي يأخذ توزيع الجسيمات المشتتة على جميع الزوايا في الحسبان.)

## اقرأ أيضا
- تشتت كومبتون
- حيود براج
- حيود النيوترونات
- مثنوية جسيم-موجة
- قانون براج
- حيود
- مقطع تصادم (فيزياء)
- مقطع نووي
- حافة كومبتون
- تبعثر رذرفورد